# Toi, c'est moi (film)
Pour les articles homonymes, voir Toi, c'est moi.
Pour plus de détails, voir Fiche technique et Distribution.
Toi, c'est moi est un film musical français réalisé par René Guissart, sorti en 1936, adapté de l'opérette éponyme.

## Synopsis
Profitant de l’argent de sa riche tante Honorine, Bob n’a d’autre but dans sa vie que de faire la fête. Ses dépenses deviennent excessives, Honorine l’envoie travailler dans une plantation aux Antilles, dirigée par Pedro Hernandez. Bob et son meilleur ami, Pat, qui l’accompagne, échangent alors leurs identités, ce qui amène une série de quiproquos. Mais Honorine apprend la substitution et arrive sur la plantation.

## Fiche technique
- Titre : Toi, c'est moi
- Réalisation : René Guissart, assisté de Maurice Morlot
- Scénario : Henri Duvernois et Albert Willemetz, d'après leur opérette
- Décors : René Renoux
- Photographie : Charles Bauer
- Son : Paul Duvergé, Wilmarth
- Montage : Maurice Serein et J. Yvanne
- Musique : Moisés Simons
- Lyrics : Bertal-Maubon, Robert Champfleury ; Albert Willemetz (non crédité)
- Production : Fred Bacos
- Société de production : Pathé
- Pays d'origine :  France
- Format : Noir et blanc - 35 mm - 1,37:1 - Mono
- Genre : Comédie
- Durée : 83 minutes
- Date de sortie :  France, 4 décembre 1936 (Paris)

## Distribution
- Jacques Pills : Bob Guibert
- Georges Tabet : Patrice « Pat » Duvallon
- André Berley : Pedro Hernandez
- Claude May : Maricousa  Hernandez
- Saturnin Fabre : M. Robinet
- Junie Astor : Viviane Robinet
- Pauline Carton : Honorine Guibert
- Louis Baron fils : Pfitz
- Anaclara : Bédélia
- Paul Hams : Cicéron
- André Numès fils
- Odette Barencey
- Lucette Desmoulins
- Liliane Lesaffre
- Claude Marty

## Autour du film
- Le film s’inspire de l’opérette éponyme Toi, c'est moi créée sur scène en 1934 par Jacques Pills et Georges Tabet (célèbre duo de chanteurs dans les années 1930), Pauline Carton, René Koval, Simone Simon Lyne Clevers et Ginette Leclerc. La chanson le plus célèbre du spectacle est Sous les palétuviers, interprétée par René Koval et Pauline Carton.
- René Koval étant mort en août 1936, son rôle est repris à l’écran par André Berley, qui meurt lui-même en novembre 1936, quelques jours avant la sortie du film.
- Le film a été réédité chez René Chateau Vidéo en 2008